# Первомайское сельское поселение (Бурятия)
Се́льское поселе́ние «Первомайское» (бур. Первомайскын hомон) — муниципальное образование в Кяхтинском районе Бурятии Российской Федерации.
Административный центр — улус Ара-Алцагат.

## История
Статус и границы сельского поселения установлены Законом Республики Бурятия от 31 декабря 2004 года № 985-III «Об установлении границ, образовании и наделении статусом муниципальных образований в Республике Бурятия».

## Население
| 2011 | 2012 | 2013 | 2014 | 2015 | 2016 | 2017 |
| ---- | ---- | ---- | ---- | ---- | ---- | ---- |
| 462  | ↘435 | ↘418 | ↘410 | ↘408 | ↘407 | ↘389 |
| 2018 | 2019 | 2020 | 2021 | 2023 | 2024 |      |
| ↘375 | ↘369 | ↘368 | ↘305 | ↘284 | ↘273 |      |

## Состав сельского поселения
| № | Населённый пункт | Тип населённого пункта       | Население |
| - | ---------------- | ---------------------------- | --------- |
| 1 | Ара-Алцагат      | улус, административный центр | ↘330      |
| 2 | Первомайское     | село                         | ↘133      |